# Beretta M1923
A Beretta Modelo 1923, formalmente Pistola Beretta Brevetto 1923, ou mais simplesmente Beretta M23, foi uma pistola de serviço usada pelo Exército italiano a partir de 1923 a 1945. A M1923 foi concebida para consolidar as melhorias do modelo 1915/19 e usar a munição 9mm Glisenti. No entanto, devido a grande quantidade de armas disponíveis após o fim da I Guerra Mundial apenas 3.000 exemplares, de cerca de 10.000 produzidos, foram adquiridos pelo Exército italiano.

## História
A Glisenti Modello 1910 , foi a primeira pistola semiautomática produzida na Itália adotada pelos militares italianos. Projetada por Betel Revelli foi originalmente projetada para munições 7.65 mm ,[carece de fontes?] que era semelhante ao 7,65×21mm Parabellum. Mais tarde, tendo o Exército italiano julgado o 7.65, um calibre muito leve para o uso militar, e tendo lançado um concurso para pistolas de 9mm, em vez disso, a Metallurgica Bresciana già Tempini, dona do projeto, adaptou a pistola Glisenti  para disparar uma munição 9mm. Portanto, apesar de ser o cartucho de dimensões idênticas às do 9mm Luger (que foi obtida da mesma maneira, com o 7,65×21 mm Parabellum, mas aumentando a carga) a munição 9mm Glisenti  tem uma carga que é cerca de 1/4 mais leve que a carga militar do 9mm luger. A Glisenti Modelo de 1910, sofreu no entanto, de uma falta de robustez devido ao fraco design do quadro. Esta falta de integridade estrutural levou todas as tensões de disparo a ser absorvida por apenas um dos lados do trilho.
Quando a Itália entrou na I Guerra Mundial, a necessidade de mais pistolas militares aumentou drasticamente. Em 1915, Tullio Marengoni da Beretta concluído o seu projeto de uma pistola simples que poderia acionar o mesmo cartucho 9mm Glisenti. Essa pistola foi adotada pelo Exército Real Italiano como a M1915. A M1915 é incomum no fato de que utiliza dois mecanismos de segurança manual. Também foi produzida pela Beretta e adotada pelo Exército Real Italiano, uma versão menor da M1915, em 7.65x21mm Parabellum.
Em 1919, foram feitas melhorias no design da M1915 de calibre 7.65 mm, como a montagem de cano e modificações na culatra, sendo renomeada como M1915/19.
Em 1923 a Beretta introduziu uma pistola de calibre 9mm Glisenti como um substituto militar para as M1915, ela incorporava as modificações da M1915/19, além de um cão externo. A M1923 é uma pistola semi automática com um cano de 3.4" (86.4mm) e carregador destacável de 7 disparos. 

## Operadores
- Argentina: 600 unidades adquiridas para a Polícia Provincial de Buenos Aires em 1933.[3]
- Bulgária: 4000 unidades adquiridas em 1926.[3]
- Itália: Utilizada pelo Exército Real Italiano até a adoção da Beretta M1934.[3]
- Turquia: 25 unidades adquiridas pela Marinha Turca em 1931.[3]